# هانتينغ غرواند (لعبة فيديو)
هانتينغ غراوند (بالإنجليزية: Haunting Ground)‏ ، وتسمى في اليابان Demento (باليابانية:デメント)، هي لعبة إلكترونية من صنف رعب البقاء، أنتجت سنة 2005 من قبل شركة كابكوم، وتدور القصة حول فتاة مراهقة تعرض والديها لحادث مروري مروع، فتهدف بطلة اللعبة الفتاة المراهقة بالخروج من القصر الكبير في إحدى الأماكن المشبوهة في إيطاليا.

## قصة
تدور احداث اللعبة حول البطلة فيونا بيلي (18 عاماً) حيث تستيقظ في قلعة مريبه وكأنها من قصور القرن التاسع عشر ميلادي وما إن تبدأ بالتجول في تلك القلعة حتى تسترجع ذكرياتها شيئاً فشيء فتعلم انها تم اختطافها من سيارة والدها بعد ان توفيا والديها بحادث مريع مدبر. وما ان تمضي قدماً حتى تتعرف بالكلب هيوي والذي يبدو محاصراً في تلك القلعة المغلقة هو ايضاً وتتعرف بذلك الاخرق دبليتاس وهو حارس القلعة والذي يطارد فيونا ظناً منه انها دميته بعد خلاصها من يدي ذلك الوحش الضخم المعاق عقلياً ديبليتاس تطاردها الخادمة دانيلا التي اصيبت بحالة نفسية بعد قتل اختها المشابهة لها لذلك فإن مزاجها متقلب فهي ترغب في قتل فيونا احياناً وتساعدتها في الفرار مرة أخرى ومنها تبدأ الحقائق بالظهور لفيونا وسبب حصارها في هذه القلعة وهو اعتقاد كل من دانيلا الخادمة وريكاردو بيلي مشرف القلعة ولورينزو الجد الأكبر لعائلة بيلي انها المختارة من عائلة بيلي ودمائها تحتوي على «ازوث» وهو اكسير الحياة. فيطمع كل منهم بدماء فيونا كدانيلا ولورينزو أو اجبارها على البقاء في القلعة كريكاردو وتتفرع لهذه القصة 4 نهايات تشترك جميعها بفرار فيونا والكلب هيوي من القلعة عدا نهاية واحده وهي بقاءها في القلعة بعد فقدانها عقلها وحملها ولي العهد من ريكاردو بيلي اما باقي النهايات تنجح فيونا وهيوي بالهروب من القلعة المرعبة المليئة بالالغاز ففي إحدى النهايات تخرج من القلعة بعد ان أصبح ديبيليتاس يظنها الإله بعد ان اسقطت عليه ثرية الكنيسة فيهديها مفتاحاً يكون سبيل خروجها دون ان تقتل احداً ممن في القلعة وفي إحدى النهايات تقوم بقتل ديبيليتاس ودانيلا وريكاردو وتحصل على المفتاح بعد قتلها للورينزو والنهاية الرابعة تقوم فيونا بقتل جميع سكان القلعة - باستثناء ديبيلتاس - وتحصل على المفتاح من لورينزو بعد قتله وتهرب تاركة ديبيلتاس الذي يودعها عند خروجها في القلعة وهي النهاية المعتمدة

## الشخصيات
●بطلة اللعبة فيونا بيلي قامت بأداء صوتها الممثلة Cornelia Hayes O'Herlihy
(النسخة الإنجليزية)
●هيوي وهو الكلب الذي تجده فيونا مأسوراً في القلعة
●إيلا بيلي والدة فيونا بيلي
●اوغو بيلي والد فيونا بيلي
●ديبيليتاس حارس القلعة قام بأداء صوته الممثل Lex Lang (النسخة الإنجليزية)
●دانيلا بيلي الخادمة في القلعة واحد افراد العائلة القدامى قامت بأداء صوتها الممثلة Moira Quirk (النسخة الإنجليزية)
●ريكاردو بيلي مستنسخ عن اوغو والد فيونا قام بأداء صوته الممثل Greg Ellis (النسخة الإنجليزية)
●لورينزو بيلي الفتى وهو لورينزو العجوز نفسه الا انه يستنفذ كمية الازوث في جسمه ليعود إلى صباه قام بأداء صوته الممثل Robin Atkin Downes (النسخة الإنجليزية)
●لورينزو العجوز وهو الشكل الاساسي للورينزو بيلي قام بأداء صوته الممثل Enn Reitel (النسخة الإنجليزية)

## الحل الكامل
المكان: الحديقة
تقدم في الحديقة متجاوزاً الدرج على يمينك حتى تصل إلى كوخ خشبي. افتح باب الكوخ واستكشفه لترى نقطة تبرق على الأرض. تفحصها لتحصل على أداة. أخرج وعد إلى الدرج. اصعد الدرج إلى قمته، ثم ادخل من الباب.
المكان: غرفة الضيوف
نقطة حفظ: الساعة على الجانب الأيسر للغرفة
نقطة الاختباء: تحت السرير
تقدم واصعد العتبات الصغيرة لترى مشهد يعرفك بالخادمة دانيلا. بعدها اقترب من السرير وتفحصه لتقوم فيونا بتبديل ملابسها. أخرج من الغرفة بواسطة الباب المجاور للسرير.
المكان: منطقة درج قاعة الطعام وغرفة الضيوف
ادخل من الباب أعلى الشاشة.
المكان: الممر
تقدم وستلاحظ أن أحد الأعمدة ملطخ بالدماء. إذا تفحصت العمود ستصاب فيونا بالذعر لفترة قصيرة. أكمل تقدمك متجاهلاً الباب على اليمين، حتى تصل إلى باب آخر على اليمين يقودك إلى المكتبة. ادخله.
المكان: المكتبة
تفحص الطاولة لتجد أداة. تفحص المكتب على اليسار لتعثر على دُرج مقفل ستحتاج لفتجه لاحقاً. أخرج من المكتبة.
المكان: الممر
أكمل تقدمك حتى يظهر مشهد يعرفك على القبيح الغبي: Debilitas. فور استعادة التحكم، اركض بسرعة عائداً إلى غرفة الضيوف.
المكان: غرفة الضيوف
نقطة حفظ: الساعة على الجانب الأيسر للغرفة
نقطة الاختباء: تحت السرير
فور دخولك ستقوم فيونا بإغلاق الباب ومن ثم تظهر تعليمات على الشاشة. اقترب من السرير بسرعة واضغط على الزر الرئيسي لتقوم فيونا بالاختباء تحته Hide in. ابقَ تحت السرير حتى يأتي Debilitas ثم يغادر. حين تشعر بالأمان، أخرج من تحت السرير. الآن عليك العودة إلى الممر الذي قابلت فيه Debilitas أول مرة.
ملاحظة: أحياناً يخرج Debilitas من نفس الباب الذي أتى منه، فانتبه لأنك لو خرجت من نفس الباب قد تجده. حاول البقاء تحت السرير حتى يخرج Debilitas من الباب الآخر المؤدي للحديقة. أحياناً لن يظهر Debilitas خلف الباب الذي دخل منه!!
المكان: الممر
حين تصل للمكان الذي التقيت فيه Debilitas لأول مرة، التقط الدمية من على الأرض. اتجه لليمين وتقدم إلى نهاية الردهة. ادخل من الباب الوحيد في النهاية.
المكان: غرفة آلة البطاقات
هذه الغرفة لا تحتوي سوى على ثريا محطمة وآلة كاتبة. تفحص الآلة الكاتبة، وحين تظهر لك لوحة الكتابة قم بكتابة: EMETH. سيظهر مشهد. بعد الحصول على بطاقة EMETH، استخدم الآلة من جديد لكتابة بطاقة جديدة باسم REST. الآن أخرج للمكان الذي حصلت فيه على الدمية.
المكان: الممر
ادفع الصندوق من أمام الباب وادخل.
المكان: المعمل
التقط الملف من على الطاولة، ثم تفحص العملاق الخشبي الذي يسد الباب. قم باستخدام بطاقة EMETH عليه. شاهد المشهد، ثم ادخل من الباب الجديد.
المكان: الساحة ذات البئر المسدود
نقطة الاختباء: تحت المقعد الطويل
الدرج الذي يقودك للأسفل محطم، لذا استخدم السلم لتنزل متجاهلاً الأداة التي تبرق بعيداً عن منالك. يوجد بابان هنا، أحدهما مقفل والآخر مفتوح. ادخل من الباب المفتوح!
المكان: الفناء
في نهاية الفناء يوجد بوابة مغلقة لا يمكنك الخروج منها، لذا ادخل من الباب الوحيد هنا.
المكان: غرفة الجمهور
تقدم نحو المفتاح الذي يلمع على الطاولة وحاول التقاطه ليظهر مشهد. من بعده التقط المفتاح، وتفحص رفوف الكتب. أخرج.
المكان: الفناء
عد إلى الساحة ذات البئر المسدود.
المكان: الساحة ذات البئر المسدود
افتح الباب المقفل بالمفتاح الذي حصلت عليه للتو. ستلاحظ لمعة زرقاء تطفو في الهواء، لا تسمح لها بالاقتراب منك ولمسك لأنها تصب فيونا بالذعر. ادخل.
المكان: ممر الخدم
نقطة الحفظ: الساعة
تقدم وستلحظ زر أرضي أمامك لن تحتاجه الآن. أكمل تقدمك لنهاية الردهة وستمر بباب مقفل يحتاج لمفتاح خاص يقودك إلى غرفة الدمى. انزل الدرج وستجد باب على اليسار يقودك للمطبخ. لا تدخل الآن. أمامك يوجد حائط يبدو متصدعاً. تفحصه ثم اركله لتحصل على أداة سرية. تقدم للممر الأيمن وانزل الدرج لتجد قطعة على الأرض. (هذه القطعة عبارة عن نصف جزء من لوحة، الجزء الآخر في مكان آخر. حين تجمع القطعتان ستكشف لك عن كلمة Rest. وبدون تعب سبق وأن انتهينا من كتابة بطاقة Rest سابقاً). الآن تفحص الجهاز الأحمر على اليمين، وقم باستخدام بطاقة REST عليه. ادخل.
المكان: غرفة الاستراحة
نقطة العلاج: المغسلة
مكان الاختباء: المغطس، وأيضاً الباب الأيسر لدورة المياه في الخلف.
استخدم المغسلة لعلاج فيونا بالكامل، ثم عد لممر الخدم.
المكان: ممر الخدم
نقطة الحفظ: الساعة
ادخل من الباب المؤدي إلى المطبخ.
المكان: المطبخ
خلف منطقة الطبخ يوجد باب. ادخل منه.
المكان: قاعة الطعام
مكان الاختباء: خلف الستارة الحمراء أمامك
تفحص طاولة الطعام لتعثر على الجزء الثاني من بطاقة المفتاح (والتي أخبرتك بحلها سابقاً اختصاراً للوقت). في نهاية الردهة هذه ستجد باب يقودك إلى غرفة الضيوف. افتح قفل الباب ولا تدخل، بل عد إلى المطبخ.
المكان: المطبخ
اتجه نحو الدرج وانزل. حطم الألواح الخشبية بالركل، ثم ادخل.
المكان: مخزن النبيذ
مكان الاختباء: تحت الطاولة
تفحص الطاولة لتعثر على خريطة القصر. فتش المخزن لتجمع الأدوات التي تلمع ثم عد لأعلى الدرج.
المكان: المطبخ
سيظهر مشهد ظهور Debilitas من مكان لا تتوقعه! سيستمر المشهد داخل ممر الخدم وتلتقي بريكاردو الذي يخبر فيونا بأنها ورثت القصر!
المكان: غرفة الضيوف
نقطة الحفظ: الساعة
مكان الاختباء: تحت السرير
من بعد المشهد، أخرج من الباب السفلي الذي يقودك للحديقة.
المكان: الحديقة الأمامية
انزل الدرج واتجه إلى الشجرة المربوط عندها هيوي. حرره لترى مشهد، بعدها عد لغرفة الضيوف، وفي طريقك سترى مشهد باب يُفتح، تجاهله الآن.
المكان: غرفة الضيوف
نقطة الحفظ: الساعة
مكان الاختباء: تحت السرير
سيظهر Debilitas من جديد ولكن هيوي سيعلمه كيف يتصرف بأدب. من الآن وصاعداً يمكنك طلب المساعدة من هيوي حتى تتمكن من الفرار من الأعداء. الآن أخرج إلى الحديقة.
المكان: الحديقة الأمامية
انزل الدرج واتجه نحو الباب الذي رأيته ينفتح. ادخل.
المكان: مدخل القصر
تقدم وسترى ركام على يمينك. إذا حاولت فيونا تسلق الركام لتحصل على الغرض الذي فوقه ستسقط ولن تتمكن من الحصول عليه. لذلك اطلب من هيوي الذهاب لإحضار الغرض لك. في كل مرة يقوم هيوي بسماع كلامك، قم بشكره بالضغط يميناً بعصا التحكم اليمين. الغرض الذي ستحصل عليه عبارة عن دمى خشبية. لو تفحصت الأبواب هنا ستدرك بأنك محبوس لا محالة. الآن عد إلى المعمل التي كان بها العملاق الخشبي الجامد.
المكان: المعمل
أخرج من الباب التالي إلى الساحة ذات البئر.
المكان: الساحة ذات البئر
مكان الاختباء: تحت مقعد الحديقة
الآن يمكنك الحصول على ذلك الغرض الذي يلمع من بعيد. اتجه نحوه، واطلب من هيوي أن يحضره. بعد الحصول عليه، انزل السلم وأشكر هيوي. ادخل إلى ممر الخدم من جديد.
المكان: ممر الخدم
نقطة الحفظ: الساعة
الآن اتجه نحو البلاطة التي تنزل حين تقف عليها، واطلب من هيوي الجلوس فوقها بالضغط على قمة عصا التحكم اليمين. بعد ذلك اتجه للباب الأحمر واستخدم عليه مفتاح الدمى الذي حصلت عليه من فوق الركام وادخل.
المكان: 
غرفة الدمى
فخ::
إذا كان هيوي ما يزال جالساً على البلاطة ستكون القضبان مرتفعة وستتمكن من التوجه نحو زر الرافعة والضغط عليه لتعطيل الفخ على يمينك. الفخ هو الأرضية الحمراء والتي عليها رمز العين، لو مشيت فوقها قبل الضغط على الزر ستموت فيونا. إذا تحرك هيوي من مكانه فاطلب منه من جديد الجلوس على البلاطة، ووبخه إذا لزم الأمر. الآن اشكر هيوي بعد أن تنتهي، وادخل من الباب على اليسار.
المكان: غرفة الهاتف
مكان الاختباء: تحت المقعد
سترى مشهد موتّر للأعصاب وسيكون Debilitas في مهمّة مطاردة جديدة لك. يمكنك الاختباء السريع تحت المقعد أو اهرب منه حتى تضيعه. بعد أن تهدأ الأجواء، عد إلى هنا وأكمل تقدمك.
المكان: ردهة المدخل
افتح قفل الباب هنا فقط، واصعد الدرج داخلاً من الباب في نهايته.
المكان: ممر الطابق الثاني
تقدم نحو الباب وادخل.
المكان: المشفى
مكان الاختباء: الخزانة
تفحص الغرفة إذا لم تكن مُطارداً، ثم أخرج من الباب الآخر.
المكان: معرض الفن
في هذا المعرض يوجد فجوة في الجدار يمكنك دخولها. سنسمي هذه الفجوة «فجوة اللغز». ستقودك الفجوة إلى غرفة لا يمكن لهيوي دخولها، أيضاً لا يمكن لأي عدو دخولها. ستجد هنا آلة يمكنك من خلالها استخدام الميداليات التي تجمعها. تفحص الآلة واستخدم الميداليات التي معك لتجد بأن الهدف هو صف لون واحد فقط للحصول على أدوات علاج. اللغز غير مهم كثيراً، فتجاهله حالياً وأخرج.
المكان: معرض الفن
يوجد باب هنا ودرج يقودك للأسفل، ولكن لا تنزل الآن. ادخل من الباب.
المكان: الساحة القديمة
اطلب من هيوي «البقاء» في مكانه وتقدم نحو الغرض الذي يلمع وسترى مشهد.
المكان: الممر ذا الأبواب المزيفة
Debilitas الآن يطاردك. في هذا الممر يوجد أربع أبواب: أول باب من اليسار يقودك إلى غرفة مكتب صغيرة، الباب الثاني والثالث مزيفة، الرابع يقودك لغرفة الاستجمام. ادخل منه.
المكان: غرفة الاستجمام
قبالتك يوجد باب، افتح قفله وادخل.
المكان: معرض الفن
نادي على هيوي الآن، ثم اخرج من الباب الموجود هنا.
المكان: غرفة نوم الخدم
مكان الاختباء: تحت السرير
اختبئ تحت السرير إذا كان Debilitas مازال يطاردك، ثم استكشف الغرفة، وجرب فتح التلفاز لترتعب فيونا. بعد ذلك أخرج إلى الممر ذا الأبواب المزيفة.
المكان: الممر ذا الأبواب المزيفة
اتجه لليمين واتجه لنهاية الممر.
المكان: منطقة آلة الجسر
اطلب من هيوي القفز من فوق السياج ليحضر لك الغرض. اشكره، ثم تسلق السلالم هنا إلى نهايتها. ستصبح في السطح، تفحص الآلة واركلها ثلاث مرات حتى تعمل وتقوم بإنزال الجسر. قد يظهر Debilitas الآن. عد لأسفل السلالم إلى الممر ذا الأبواب المزيفة.
المكان: الممر ذا الأبواب المزيفة
اركض إلى الجانب الأيسر للممر.
المكان: المقبرة
يوجد فجوة على يمينك بوسع هيوي دخولها، ولكن لا تطلب منه ذلك الآن. أكمل تقدمك عابراً الممر الأبيض إلى المنطقة التالية.
المكان: النفق ذا الفجوات
في طريقك سترى ممر على يمينك به فجوات بالجدار. تفحصها وسيظهر مشهد، إذا لم يظهر المشهد فيمكنك رؤيته لاحقاً حين تمر بنفس المكان.
المكان: منطقة البوابة
ستجد رافعة هنا، تفحصها لتفتح البوابة التي تعيدك للساحة القديمة. لا تدخل الآن. استكشف المنطقة حولك لتجد زهرة بنفسجية، اطلب من هيوي إحضارها لك. اشكره ثم عد للمقبرة.
المكان: المقبرة
اتجه نحو الفجوة التي لاحظناها، واطلب من هيوي الدخول وسطها. هيوي سيبقى داخل الفجوة فلا تقلق بشأنه. الآن اذهب لوحدك إلى الممر ذا الأبواب المزيفة.
المكان: الممر ذا الأبواب المزيفة
ادخل من أول باب على اليسار.
المكان: المكتب
نقطة الحفظ: الساعة في الجانب الشمالي للغرفة
ستلاحظ عند دخولك وجود فازة زهور، وحين تتقدم للباب المقابل ستلاحظ وجود الفراشات التي تعيق تقدمك.
- - لغز الفراشات **

اتجه نحو فازة الزهور وقم باستخدام الزهرة التي التقطها لك هيوي منذ قليل. سترى مشهد تجمع الفراشات حول الزهرة وإفساح المجال لك لدخول الباب التالي. احفظ اللعبة إذا شئت وأكمل التقدم.
المكان: غرفة الغسيل
مكان الاختباء: الغرفة نفسها يمكنك الاختباء فيها ولا يمكن لـ Debilitas الوصول إليك إذا قمت بدفع الصندوق لتسد الباب. 
استكشف غرفة الغسيل واجمع الأغراض التي تلمع. تقدم وانزل السلم لتجد هيوي على الطرف الآخر حيث دخل من الفجوة السابقة. اطلب منه أن يُحضر لك مفتاح المكتبة. عد للأعلى وأخرج متجهاً نحو المقبرة.
المكان: المقبرة
نادي على هيوي واشكره، ثم عد إلى منطقة البوابة.
المكان: منطقة البوابة
مكان الاختباء: تحت المقعد
يوجد سلم هنا لا تستخدمه الآن. أكمل تقدمك لتجد كوخ مفتوح الباب. هذا الكوخ هو مسكن Debilitas. تذكره لوقتٍ لاحق. الآن عد للسلم واصعده وادخل من الباب.
المكان: غرفة الموسيقى
تفحص الآلة على اليسار وقم بإدارتها حتى تسمع صوت يفيدك بأنها في مكانها الصحيح. الآن اخرج من الباب في الجهة اليمين.
المكان: الممر
ادخل إلى المكتبة الموجودة على يمين أول لقاء مع Debilitas.
المكان: المكتبة
استكشف المنطقة ثم تفحص الطاولة ذات الدُرج المقفل. افتح الدرج بواسطة المفتاح الذي حصلت عليه لتعثر على مرآة. أخرج عائداً إلى حيث يوجد هيوي متجهاً نحو الساحة القديمة.
المكان: الساحة القديمة
اطلب من هيوي إحضار الغرض البعيد عنك ثم اشكره. اصعد السلم وستجد الجسر الذي قمت بإنزاله سابقاً. أعبره وادخل من الباب في نهايته.
المكان: غرفة الدرج المخفي
- - لغز **

يوجد مكعبات ملونة هنا. عليك دفع كل مكعب إلى الصف الذي يناسبه في اللون. ابدأ أولاً بدفع المكعب الأزرق قليلاً فقط، ثم ادفع المكعب الأخضر حتى يصبح مقابل للفتحة المناسبة له. اصعد الدرج وانزل من الدرج الآخر وقم بدفع المكعبات حتى تضعها في أماكنها. اللغز سهل جداً. بعد أن تنتهي منه سيظهر مشهد كشف درج خفي. انزل الدرج.
-   -     - المكان: غرفة المرايا

يوجد باب هنا يمكنك فتح قفله لتعود للساحة الخارجية، ابحث فيها عن هيوي واطلب منه مرافقتك، ثم عد إلى غرفة المرايا. في هذه الغرفة يوجد آلتان، واحدة بمرآة، والأخرى لا. إذن استخدم المرآة التي معك على الجهاز الذي لا يحتوي على مرآة. قم بإدارة كل من هذين الجهازين حتى تسمع صوت يفيدك بأنهما أصبحا في مكانهما المناسب وترى مشهد. ادخل من الباب الجديد.
المكان: الدرج الحلزوني
نقطة الحفظ: الساعة
من الأفضل الحفظ هنا لأن ما يلي قد يفزعك بعض الشيء. في نهاية الدرج الحلزوني يوجد باب، ادخله برفقة هيوي.
المكان: قاعة نصف الظلام
هذه الغرفة مخادعة جداً وعليك الحذر فيها. أي حركة خطأ ستهوي بفيونا لحتفها. استعد أمام البقعة المظلمة من الأرضية واطلب من هيوي التقدم. حين يتقدم هيوي اتبعه ملتصقاً به. اتبعه خطوة خطوة حتى تصل للمنتصف. اشكر هيوي ثم كرر العملية حتى تجتاز الأرضية المظلمة. ادخل من الباب في النهاية.
المكان: الكنيسة
اتجه للتمثال في النهاية وتفحصه لتعثر على مفتاح، ولكن...
- - معركة زعيم : Debilitas **

مدى الصعوبة: سهل
معركة Debilitas سهلة، تحتاج فقط للتركيز والتوقيت المناسب. في الكنيسة يوجد رافعتين، واحدة على اليمين وواحدة على اليسار. استدرج Debilitas نحو أي منها واجعله يرتطم بها أو يلوّح بذراعيه نحوها حتى يكسرها. إذا كسر واحدة منها، قم باستدراجه نحو الرافعة الثانية واجعله يحطمها. بعدها استمتع بالمشهد الذي يُعلن نهاية صراعك مع Debilitas.
الآن للحصول على هدية ممتازة ستفيدك لاحقاً، أخرج من الكنيسة متجهاً نحو كوخ Debilitas الذي طلبت منك سابقاً أن تتذكر مكانه.
المكان: كوخ Debilitas
تقدم حتى ترى Debilitas وسترى مشهد يعطيك فيه مفتاحاً. أخرج الآن واجعل طريقك نحو غرفة الاستراحة التي تحتوي على مغطس للاختباء .. هل تتذكرها؟
المكان: غرفة الاستراحة
عالج نفسك إذا شئت، ثم اتجه لليمين نحو مقصورات دورة المياه. تفحص أول باب لتجد بأنه مقفل، لذلك افتحه بالمفتاح الذي أعطاك هو Debilitas للتو. ستعثر في الداخل على هدية وهي حذاء جديد لفيونا. فائدة الحذاء هو القوة الأكبر في الركل والتي ستفيدك أوقات المطاردة. بعد الانتهاء من ارتداء الحذاء الجديد، عد إلى غرفة الدرج المخفي.
المكان: غرفة الدرج المخفي
يوجد باب هنا مقفل، اتجه نحوه وافتحه بالمفتاح الذي حصلت عليه من الكنيسة وسترى مشهد مفزع.
Dinner Served Miss وشهية طيبة!
المكان: منطقة الدرج
المسكينة فيونا متوعكة جداً من الطعام الذي قدمته لها دانيلا. اصعد الدرج لتدخل إلى غرفة الضيوف.
المكان: غرفة الضيوف
اتجه للسرير لترتاح فيونا. بعد المشهد ستصبح تحت رحمة المعتوه رقم 2: دانيلا. اهرب من الباب خلفك مباشرة.
المكان: منطقة الدرج
عد للباب الذي كنت تنوي فتحه قبل أن تظهر دانيلا، وادخل منه.
المكان: الممر الطويل
تقدم وستظهر دانيلا خلفك فجأة! اهرب للنهاية وادخل من الباب.
المكان: الدرج الطويل
اركض لأعلى الدرج حتى يظهر مشهد. هممم، يبدو بأن دانيلا لا تحب رؤية نفسها في المرآة. مسكينة.. أكمل هربك منها طالما هي مشغولة بالصراخ! 
زنزانة الفنار
بعد استيقاظ فيونا، التقط المذكرات على اليسار، ثم اطلب من هيوي أن يُحضر المفاتيح لتتمكن من الخروج. تقدم والتقط التمثال البرونزي من على الحائط، والأداة اللامعة على الأرض. الآن تفحص الآلة واستخدم عليها Red Godstone لتتحول إلى Philosophers Earrings وهي أداة ممتازة لتهدئة أعصاب فيونا وقت الحاجة. أخرج.
المكان: قبو الفنار
تقدم في الممر لترى مشهد ظهور المعتوه ريكاردو والذي أصبح الآن أكثر خطورة من السابق، حيث أصبح بوسعه الاختفاء والظهور فجأة دون أن تراه. اهرب منه واستمر في جعل هيوي يهجم عليه، واصعد الدرج.
المكان: مدخل الفنار
نقطة الحفظ: الساعة بجوار الباب
نقطة العلاج: المغسلة
اصعد المنحدر باستمرار وسيختفي ريكاردو. انزل من جديد وأحفظ اللعبة إذا شئت. عد إلى قبو الفنار.
المكان: قبو الفنار
ستجد أنابيب على الأرض، اركلها لتعثر بداخل أحدها على مجسم جسر صغير Miniature Bridge. عد الآن إلى مدخل الفنار.
المكان: مدخل الفنار
اصعد المنحدر.
المكان: المنحدرات
قد يفاجئك ريكاردو في منتصف طريقك، فاستمر في الصعود إلى أن تصل إلى رافعة. اضغط عليها لتغير مجرى المنحدر، واتجه نحوه مكملاً صعودك، ولا تركل الفازة في طريقك لأنها تحتوي على بلورة زرقاء مزعجة. أثناء صعودك سيقوم ريكاردو برمي برميل عليك، اطلب من هيوي أن يهجم عليه حتى تعرف مكانه واستمر في الصعود حتى تصل لرافعة أخرى. اضغط عليها وانزل قليلاً لتُكمل صعود المنحدر.
المكان: غرفة الكواكب
نقطة الحفظ: الساعة بالجوار
الآن أنت وسط لغز سهل جداً. كل ما عليك فعله هو الوقوف على أول زر مضيء. حين تقف عليه، سيضيء زر آخر، عدّل وقفة فيونا حتى تواجهه وقم بالطلب من هيوي أن يتوجه نحوه، ثم وجّه إليه أمر البقاء على الزر. الآن انزل أنت من على الزر المضاء وقف على الزر الثالث المضاء، وسيتم إضاءة زر رابع، عدّل وجهة فيونا واطلب من هيوي التوجه نحوها وهكذا حتى يتم إضاءة الزر في المنتصف ويظهر درج خفي. اصعده واخرج من الباب في النهاية.
المكان: سطح الفنار
الآن انتبه لوجود فجوة على يمين الباب، تذكرها لأنها مهمة. أيضاً لاحظ وجود حواف ضعيفة حول السطح، اركلها ثلاث مرات حتى تنهار. بعد ذلك تفحص القاعدة واستخدم عليها مجسم الجسر حتى ترى مشهد. الآن والحمد لله ظهر الجسر الذي سنتمكن من خلاله الخروج من هذا المكان المخيف، ولكن الأمر لن يكون بهذه السهولة.
معركة زعيم: ريكاردو
مستوى الصعوبة: سهل
كل ما عليك فعله هنا هو الهرب من ريكاردو، ثم الوقوف أمام الفجوة (يمين الباب) التي طلبت منك أن تتذكرها. قم بتوجيه أمر إلى هيوي حتى يدخلها. بعد ذلك اركض للجانب الآخر وستلاحظ أن هيوي ظهر من فجوة علوية. حاول استدراج ريكاردو حتى يقف بين المجسم وحافة السطح المنهارة، ثم قم بأمر هيوي أن يهجم. سيقفز هيوي على ريكاردو ويلقنه درساً لن ينساه. وبذلك تكون قد تخلصت منه والحمد لله. انزل الآن إلى غرفة الكواكب عائداً إلى مدخل الفنار.
المكان: مدخل الفنار
نقطة الحفظ: الساعة بجوار الباب
نقطة العلاج: المغسلة
أخرج من الباب الكبير واعبر الجسر.
المكان: الجسر
ستمر بجثة ريكاردو المعتوه! تجاهله وادخل إلى قصر لورينزو.
المكان: ردهة المدخل
نقطة العلاج: المغسلة في المنتصف
نقطة الحفظ: في الأسفل (الدرج الأيمن)
فجوة اللغز: موجودة قبالة ساعة الحفظ
مكان الاختباء: أجمّة الأعشاب في منطقة الساعة والفجوة
الدرج على اليمين يقودك لنقطة الحفظ، والاختباء. أما الدرج على اليسار يقودك لمنطقة خالية لا يوجد بها سوى شعلة من النار. تذكرها لأننا سنعود إلى هنا لاحقاً. الآن في الأعلى، ادخل من الباب الأيمن أو الأيسر لأن كليهما يقودان لمنطقة واحدة.
المكان: ردهة الجثث
تقدم واتجه للتفرّع في منتصف الطريق.
المكان: الدرج الحلزوني
انزل الدرج والتقط الغرض الموجود في الأسفل. عد للأعلى.
المكان: ردهة الجثث
أكمل تقدمك إلى النهاية وادخل الباب.
المكان: غرفة لورينزو
مشهد مزعج مع لورينزو الذي سيطاردك هذه المرة زحفاً. ولا تقلل من قيمة هذا العجوز فهو سريع جداً. أخرج.
المكان: ردهة الجثث
استمر في الهرب عائداً إلى ردهة المدخل.
المكان: ردهة المدخل
نقطة العلاج: المغسلة في المنتصف
نقطة الحفظ: في الأسفل (الدرج الأيمن)
فجوة اللغز: موجودة قبالة ساعة الحفظ
مكان الاختباء: أجمّة الأعشاب في منطقة الساعة والفجوة
انزل الدرج الذي يقودك إلى الشعلة على الحائط. اتجه نحوها حتى ترى مشهد ممتاز. الآن بعد أن أصبح العجوز تحت الركام، ادخل من الممر الذي تم كشفه.
المكان: الرواق المظلم
تقدم حتى يظهر العجوز من جديد، يبدو أن ظهره مصنوع من الحديد! اجعل هيوي يهجم عليه واستمر في الركض داخلاً الباب في النهاية.
المكان: غرفة السحق
ستجد في هذه الغرفة آلة. اركلها ثلاث مرات لتشتغل آلة سحق الحجارة. هممم هل خطرت على بالك فكرة؟
- - معركة زعيم: لورينزو العجوز **

مدى الصعوبة: سهل جداً
اطلب من هيوي أن يهجم عليه، ثم اركض نحو الآلة واركلها مرتان فقط. عد إلى العجوز واستدرجه حتى يصبح فوق الممر الذي يقود إلى الساحقة. اطلب من هيوي أن يهجم عليه وهو فوق الممر المتحرك واركض بسرعة نحو الآلة واركلها مرة واحدة لترى مشهد ساحق. التقط مفتاح Sol واستخدمه على الباب المقفل.
المكان: الردهة الرئيسية
نقطة الحفظ: أمامك مباشرةً
أحفظ اللعبة وادخل من الباب على اليسار.
المكان: المكتبة
سينغلق الباب خلفك. تفحص الباب الآخر لتكتشف بأنه مسدود!! ستسمع صوت استهزاء من شخصٍ ما .. ألا يبدو مألوفاً؟ هل هو صوت لورينزو؟ حاول عدة مرات الخروج من الباب الذي دخلت منه إلى أن تتمكن من ذلك.
المكان: الصالة
نقطة الحفظ: واضحة أمامك
التقط الأداة اللامعة، وأكمل تقدمك.
المكان: الإلهام
مشهد جديد مع لورينزو، ألم نسحقه للتو؟! لورينزو سيتحول إلى شاب أمام عينيك مطالباً بآزوث الذي تحمله فيونا والذي يمكنه إبقاء الإنسان بشبابٍ خالد. وأخيراً فهمنا لماذا تمت مطاردة فيونا من قِبل معتوهين.. لأنهم معتوهين فعلاً حين صدقوا بوجود شيء من هذا القبيل أصلاً.. المهم .. اهرب.
المكان: الصالة
ادخل من الباب الآخر هنا.
المكان: رواق النافذة الحمراء الطويل
استمر في الركض.
المكان: الممر 
استمر في الركض مهما كان حتى تصل إلى باب.
المكان: غرفة متاهة الأبواب الملونة
ادخل من الباب الأيمن في كل مرة يتم إعادتك لنفس المكان: باب أزرق، ثم أصفر، أخضر، أحمر ثم الأسود.
المكان: ردهة المدخل
نقطة العلاج: المغسلة في المنتصف
نقطة الحفظ: في الأسفل (الدرج الأيمن)
فجوة اللغز: موجودة قبالة ساعة الحفظ
مكان الاختباء: أجمّة الأعشاب في منطقة الساعة والفجوة
أحفظ اللعبة. اصعد الدرج ثم انزل من الجهة الأخرى على اليسار وادخل من الباب.
المكان: ردهة الظل
اركض لنهاية الرواق متجاهلاً المخلوقات الصغيرة أو اقتلها إذا شئت. في منتصف الطريق يوجد مدخل، اتجه نحوه.
المكان: الغرفة المظلمة
نقطة الحفظ: أمامك مباشرةً
اتجه للمنطقة التالية.
المكان: غرفة المولّد
تفحص المنطقة وتذكرها لأننا سنعود لها لاحقاً. تفحص اللوحة على الجدار لتجد بأن ثمة شيء مفقود وسينبح هيوي نحوها. عد الآن إلى ردهة الظل.
المكان: ردهة الظل
تابع وادخل من الباب في النهاية.
المكان: الكهوف
تقدم متجاهلاً المخلوقات الصغيرة إلى أن تصل إلى جدار. سيتوقف هيوي أمامه وينبح. تفحص الجدار لترى مشهد، ثم تحصل على أداة مهمة. عد إلى الغرفة المظلمة.
المكان: الغرفة المظلمة
نقطة الحفظ: أمامك، استخدمها
تقدم إلى غرفة المولّد.
المكان: غرفة المولّد
اتجه نحو الحائط وقم باستخدام الأداة التي حصلتها عليه لترى مشهد.
- - معركة زعيم: لورينزو الشاب **

مدى الصعوبة: متوسط
كل ما عليك فعله لتهزم لورينزو هو الوقوف أمام المروحة الضخمة. استدرج لورينزو نحوها واطلب من هيوي أن يهجم عليه. حين يكون أمام المروحة، اركض نحو الزر بجوارها وقف عليه حتى ينفث الهواء منها ويؤذي لورينزو. كرر العملية حتى يتم التغلب على لورينزو. أخرج عائداً إلى الغرفة المظلمة.
المكان: الغرفة المظلمة
نقطة الحفظ: موجودة، فاستخدمها
تقدم لترى مشهد، ومن الآن سيكون الأمر صعب بعض الشيء. تقدم إلى ردهة الظل.
المكان: ردهة الظل
سترى مشهد ظهور لورينزو المزعج. اهرب منه وحاول الانحناء في كل مرة تسمع فيها صوت ضجيج حتى لا تسقط فيونا وتتأذى وتتأخر في الهرب. تقدم نحو الباب الذي ستجد بأنه مقفل، اطلب من هيوي سريعاً أن يقفز عليه ويفتحه عليك. استمر في الهرب.
المكان: الدمار
تقدم إلى الباب الآخر متجهاً نحو الردهة الرئيسية.
المكان: الردهة الرئيسية
سترى مشهد سقوط التمثال. هذه الحركة مزعجة جداً. اترك عصا التحكم واستخدم الأسهم (السهم الأعلى والأيسر) واضغط باستمرار على الرز الرئيسي (الدائرة في النسخة اليابانية) حتى تقوم فيونا برفع التمثال في الوقت المناسب قبل وصول المحترق لورينزو. أي لمسه منه ستموت فيونا على الفور. استمر في الهرب حتى يظهر مشهد، من بعده أخرج بواسطة الباب الملون لترى مشهد النهاية لهذه اللعبة الشيقة والمتعبة.

## تقييم اللعبة
- عرض اللعبة : 9/10
- ذكاء الأصطناعي : 8/10
- الجرافيكس : 9/10
- الأصوات : 8/10
- القصة :10/7
- التقييم النهائي للعبة: 10/8